# 烏拉漢瓦瓦河
烏拉漢瓦瓦河是俄羅斯的河流，位於薩哈共和國，河道全長374公里，流域面積約12,500平方公里，河水主要來自融雪和雨水，流經中西伯利亞高原。